# Mazda MX-Crossport

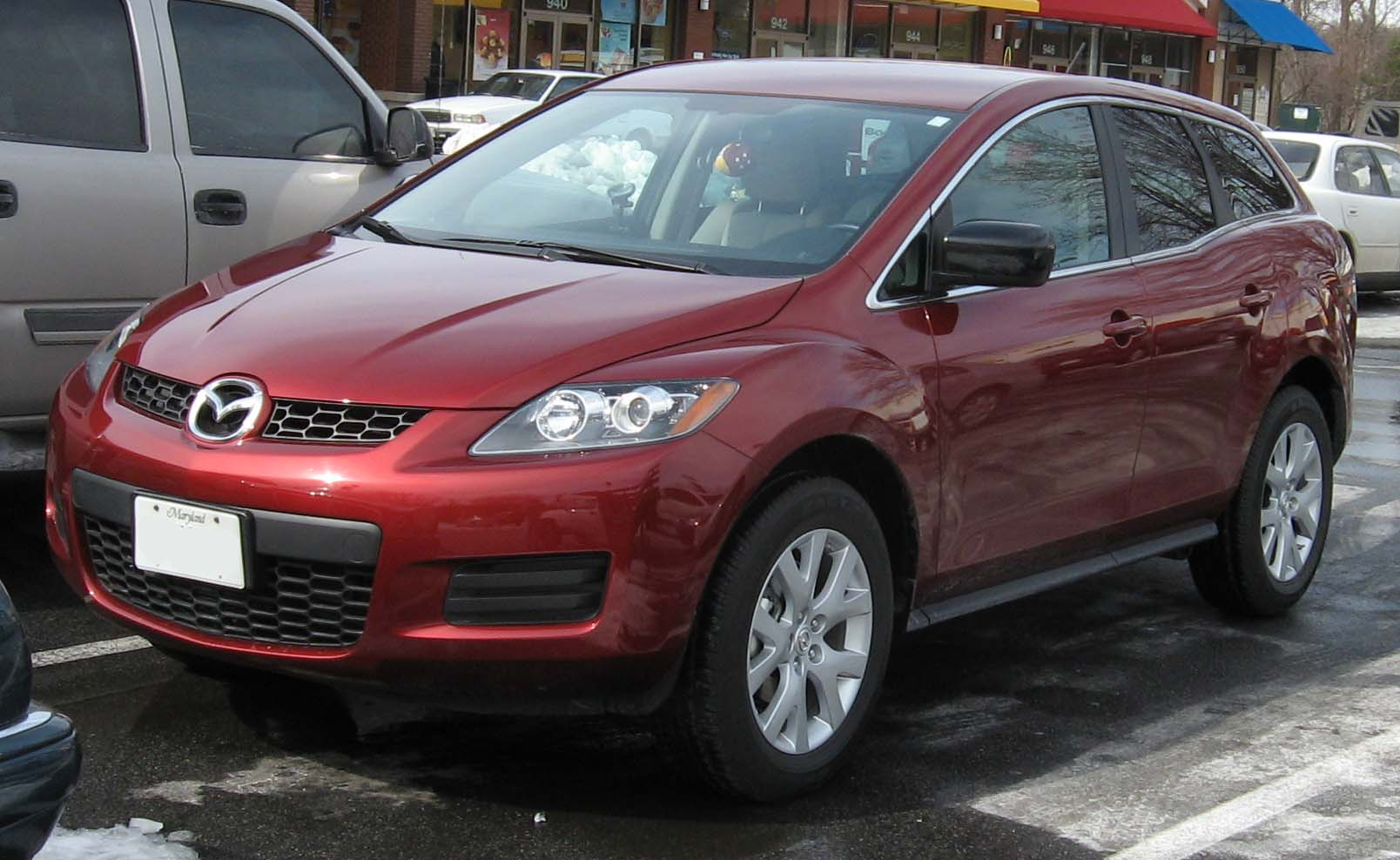
Le Mazda CX-7 de série inspiré par le concept MX-Crossport

Le Mazda MX-Crossport est un concept car du constructeur automobile Japonais Mazda, présenté au salon de Detroit en 2005.
Son design est dirigé par Iwao Koizumi, il s'inscrit dans le langage Zoom-Zoom de Mazda et propose un crossover sportif issu d'un croisement entre monospace et SUV, son nom est la contraction de Cross et de Sport.

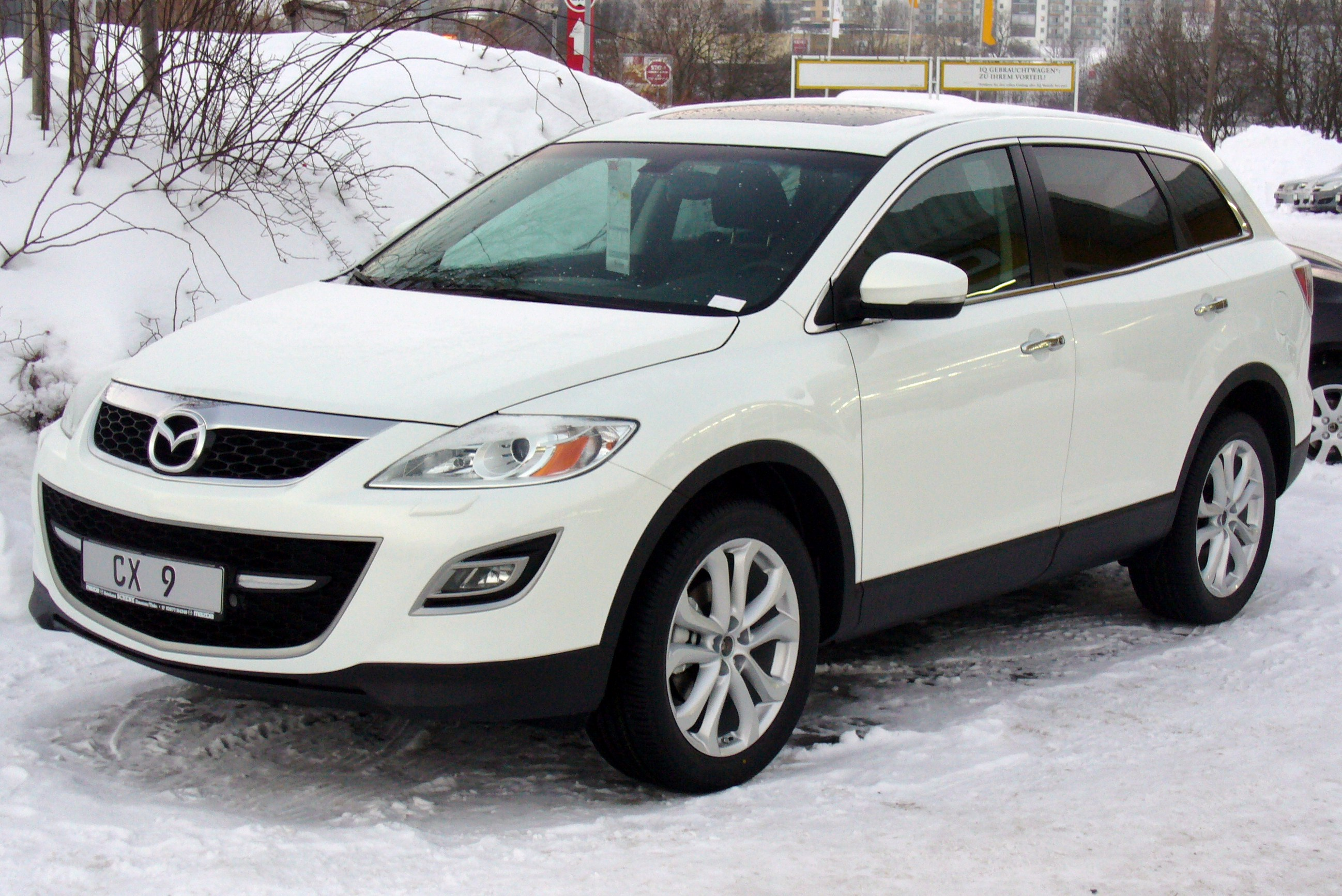
Le Mazda CX-9 dont le design est également issu du concept MX-Crossport

Il préfigure le Mazda CX-7 de série qui sortira en 2006, et donnera lui même naissance au Mazda CX-9.